# Kenneth Bowra

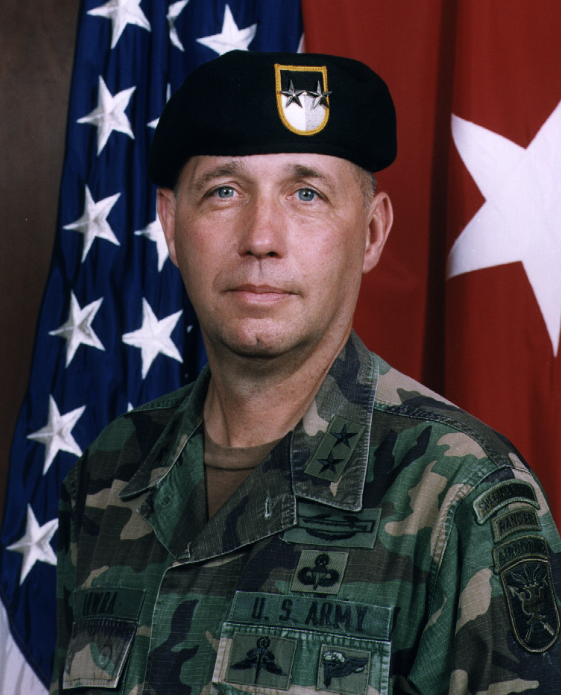
Kenneth R. Bowra

Kenneth Rhodes Bowra (* 23. Oktober 1948) ist ein pensionierter Generalmajor der United States Army. Er war unter anderem Kommandeur der United States Army John F. Kennedy Special Warfare Center and School.
Über das ROTC-Programm der Militärschule The Citadel in Charleston in  South Carolina gelangte Bowra im Jahr 1970 in das Offizierskorps des US-Heeres. In der Armee durchlief er anschließend alle Offiziersränge vom Leutnant bis zum Zwei-Sterne-General.
Kenneth Bowra diente zunächst in der 82. Luftlandedivision und absolvierte dann eine Ausbildung für seine zukünftige Verwendung bei den Sondereinheiten (Special Forces). Anschließend wurde er als Stabsoffizier im Vietnamkrieg eingesetzt. Später war er bis 1975 Berater der mit den Amerikanern verbündeten Truppen von Kambodscha.
Zwischen 1977 und 1983 war er unter anderem Heeresvertreter bei der CIA, Kompanieführer in der 4. Infanteriedivision in Fort Carson und Stabsoffizier beim 2. Bataillon des 75. Infanterieregiments in Fort Lewis im Bundesstaat Washington. Danach gehörte er zwischen 1983 und 1988 dem Stab des United States Joint Special Operations Commands an. Dabei war er im Jahr 1983 auch an der US-Invasion in Grenada beteiligt.
In der Folge kommandierte er zunächst ein Bataillon der 5th Special Forces Group, wobei er ein Programm zur Minenräumung entwickelte, das später von anderen Truppen in Afghanistan eingesetzt wurde. Schließlich übernahm Bowra als Oberst das Kommando über die 5th Special Forces Group, das er zwischen August 1991 und August 1993 innehatte. Er nahm an Einsätzen im Zweiten Golfkrieg teil und war an Einsätzen zwecks humanitärer Hilfe in Somalia beteiligt.
Zwischen November 1993 und Januar 1996 kommandierte Kenneth Bowra das Special Operations Command South das dem United States Southern Command untersteht. Dabei war er unter anderem auch für den Kampf gegen den Drogenhandel und für humanitäre Hilfsmaßnahmen in Mittel- und Südamerika zuständig. Danach kommandierte er von 1996 bis 1998 das 1st Special Forces Command in Fort Bragg. Anschließend übernahm er als Nachfolger von William P. Tangney die Leitung der United States Army John F. Kennedy Special Warfare Center and School, die sich ebenfalls in Fort Bragg (Fort Liberty) befand. Dieses Amt hatte er zwischen März 1998 und März 2000 inne. Danach wurde er stellvertretender Kommandeur der KFOR-Truppen im Kosovo, die der NATO unterstanden. Anschließend gehörte er für einige Zeit dem Stab der Allied Forces Northern Europe an, der damals in den Niederlanden nach einer zwischenzeitlichen Deaktivierung wieder aktiviert worden war (AFNORTH). Am 1. Oktober 2003 schied Kenneth Bowra aus dem aktiven Militärdienst aus.
Nach seiner Pensionierung trat er in den diplomatischen Dienst des Außenministeriums der Vereinigten Staaten. Dabei war er für einige Zeit an der amerikanischen Botschaft in Saudi-Arabien tätig.

## Orden und Auszeichnungen
Kenneth Bowra erhielt im Lauf seiner militärischen Laufbahn unter anderem folgende Auszeichnungen:
- Defense Distinguished Service Medal
- Army Distinguished Service Medal
- Defense Superior Service Medal
- Legion of Merit
- Bronze Star Medal
- Purple Heart
- Meritorious Service Medal
- Air Medal
- Joint Service Commendation Medal
- Army Commendation Medal
- Joint Service Achievement Medal
- Presidential Unit Citation
- Joint Meritorious Unit Award
- Valorous Unit Award
- Meritorious Unit Commendation
- National Defense Service Medal
- Armed Forces Expeditionary Medal
- Vietnam Service Medal
- Southwest Asia Service Medal
- Kosovo Campaign Medal
- Global War on Terrorism Service Medal
- Humanitarian Service Medal
- NATO-Medaille
- Gallantry Cross (Südvietnam)
- Vietnam Campaign Medal (Südvietnam)